# Conothele nigriceps
Conothele nigriceps är en spindelart som beskrevs av Pocock 1898. Conothele nigriceps ingår i släktet Conothele och familjen Ctenizidae. Inga underarter finns listade i Catalogue of Life.